# CH Boadilla
Der Club Hielo de Boadilla ist ein spanischer Eishockeyclub aus Boadilla del Monte, der von 1979 bis 1990 in der Superliga und der Segunda División gespielt hat.  

## Geschichte
Der CH Boadilla wurde 1979 als Nachfolgeverein des CH Madrid gegründet, der drei Jahre zuvor den Spielbetrieb im Seniorenbereich eingestellt hatte. Nach zwei Jahren in der Superliga stieg der Club in der Saison 1980/81 als Siebter erstmals ab, es gelang der sofortige Wiederaufstieg als Zweitligameister. Auf den anschließenden Abstieg in der Saison 1982/83 folgte der erneute Wiederaufstieg in der Saison 1983/84, in der Boadilla ebenfalls den ersten Platz in der Segunda División belegte. Bis zur Auflösung seiner Seniorenabteilung 1990 erreichte der Verein jeweils einen Platz im gesicherten Mittelfeld, wobei von 1986 bis 1988 der Spielbetrieb ligaweit eingestellt war. Seither ist Boadilla im Juniorenbereich aktiv. Die Lücke, die der Verein hinterließ, wurde anschließend vom Majadahonda HC gefüllt.

## Erfolge
- Meister Segunda División 1981/82, 1983/84

## Stadion
Seine Heimspiele trägt der CH Boadilla im Palacio de Hielo DREAMS in Madrid aus, der 4.800 Zuschauer fasst.  